# XØ
XØ – debiutancki album amerykańskiego zespołu Leathermouth grającego hardcore punk. Nagranie płyty zostało potwierdzone na stronie internetowej zespołu w październiku 2007. Album został wydany 27 stycznia 2009 przez Epitaph Records. Mimo że wydawnictwo nie znalazło się na notowaniu Billboard 200 to zostało odnotowane na 21. miejscu listy Top Heatseekers. Twórcą wszystkich pozycji znajdujących się na wydawnictwie jest zespół. 3 grudnia 2008 miała miejsce premiera pierwszego singla promującego płytę – Body Snatchers 4 Ever (tego dnia została także ogłoszona oficjalna premiera albumu). W lutym 2009 Epitaph Records i Skeleton Crew (wytwórnia płytowa wokalisty zespołu – Franka Iero) wydały teledysk promocyjny do piosenki z singla.

## Tematyka tekstów
Album był dla Iero pierwszym projektem w zespole w którym pełnił rolę twórcy tekstów. Wykorzystał on Leathermouth jako sposób na pozbycie się rzeczy które czynią go wściekłym a także kwestii które dotyczą jego problemu depresji i lęków. Wiele piosenek uderzyło w „tematy o których ludzie chcą zapomnieć” a album jako całość sugeruje że „świat będzie gównem i ktoś ma to powiedzieć”. Utwór otwierający płytę (5th Period Massacre) odzwierciedla uczucia Ieroa o szkolnych masakrach oraz jak często przedstawiciele przemysłu rozrywkowego są obwiniani za te wydarzenia. Piosenka Sunsets Are For Muggings dotyczy wizyty wokalisty u psychiatry oraz chorób psychicznych w jego rodzinie.
Iero opisuje odczucia na temat tego wydawnictwa muzycznego:
„Chciałbym powiedzieć, że to nagranie jest próbą obudzenia ludzi na to co dzieje się prosto przed ich oczami. Wszyscy próbujemy udawać, że nasze najtrudniejsze złe rzeczy nie wydarzyły się dobrym ludziom oraz że istnieje pewna wyższa moc patrząca na nas... ale to gówno prawda. Przestańmy osłaniać swoje dziecinne oczy. Wszystko jest popieprzone a każde rzeczy niby są, nie są podejmowane lepiej. Jestem zmęczony ludźmi modlącymi się o zmianę (...)”
Słowa piosenek zostały również zainspirowane horrorami filmowymi z lat 80. XX wieku, które Iero oglądał jako dziecko.

## Lista utworów
1. 5th Period Massacre – 2:13
2. Catch Me If You Can – 2:30
3. This Song Is About Being Attacked By Monsters – 2:40
4. I Am Going to Kill the President of the United States of America – 2:58
5. Murder Was the Case That They Gave Me – 2:46
6. Sunsets Are for Muggings – 1:57
7. My Lovenote Has Gone Flat – 2:21
8. Your Friends Are Full of Shit – 2:05
9. Bodysnatchers 4 Ever – 2:10
10. Leviathan – 1:57

Dodatkowy utwór na iTunes:
1. Myself – 2:14

## Muzycy

### Zespół
- Frank Iero – wokal
- Rob Hughes – gitara elektryczna
- John McGuire – gitara basowa
- James Dewees – perkusja
- Ed Auletta – gitara elektryczna

### Personel
- Steve Oyolla i Leathermouth – produkcja
- George Marino (Sterling Sound NYC) – mastering
- Matt Erny, Casey Howard i Leathermouth – nagrywanie